# Pete Pederson
Willard Merrill Pederson, detto Pete (Pueblo, 28 ottobre 1910 – San Luis Obispo, 8 settembre 1982), è stato un cestista statunitense, professionista nella NBL.

## Carriera
Giocò per due stagioni nella NBL, disputando complessivamente 35 partite con 3,1 punti di media.